# Carolyn Cassady
Carolyn Cassady (ur. 28 kwietnia 1923, zm. 20 września 2013) – amerykańska pisarka. Urodziła się jako Carolyn Robinson, córka biochemika i byłej nauczycielki angielskiego. Rodzice pisarki wychowali ją w atmosferze konserwatywnej. Jej mężem był poeta Neal Cassady. Była związana z pisarzami nurtu Beat Generation. W historii literatury amerykańskiej zapisał się jej romans z pisarzem Jackiem Kerouakiem, uwieczniony przez niego w powieści W drodze. Pisarka występuje w niej pod imieniem Camille. Pisarka zmarła w wieku 90 lat. Do końca pozostałą żywą legendą Beat Generation. Nie życzyła sobie jednak oglądać ekranizacji książki, której była główną bohaterką.